# Eladio Benítez
Tomas Eladio Benítez (ur. 24 lutego 1939 w Montevideo, zm. 23 października 2018 tamże) – urugwajski piłkarz, napastnik.
Benítez w 1957 roku wziął udział w eliminacjach do finałów mistrzostw świata w 1958 roku. Zagrał w Montevideo w ostatnim meczu eliminacji przeciwko drużynie Paragwaju. Choć Urugwaj wygrał 2:0, a Benítez zdobył pierwszą bramkę, na finały do Szwecji pojechał Paragwaj.
Jako piłkarz klubu Racing Montevideo wziął udział w turnieju Copa América 1959, gdzie Urugwaj zajął przedostatnie, szóste miejsce. Benítez zagrał tylko w pierwszej połowie meczu z Chile (w przerwie zmienił go Héctor Núñez).
Następnie wziął udział w ekwadorskim turnieju Copa América 1959, gdzie Urugwaj zdobył tytuł mistrza Ameryki Południowej. Benítez zagrał w dwóch meczach – z Ekwadorem (w 80 minucie wszedł na boisko za Vladasa Douksasa) i Paragwajem (w 67 minucie zmienił Mario Bergarę).
Wziął udział w turnieju Copa Lipton 1962 – w jedynym przegranym 1:3 meczu z Argentyną Benítez zmienił w 52 minucie Mario Bergarę.
Benítez należy do grupy najwybitniejszych graczy w historii klubu Racing.
Pod koniec kariery grał w chilijskim klubie CSD Rangers, z którym wziął udział w turnieju Copa Libertadores 1970. Rangers zajął w grupie ostatnie miejsce, a Benítez zdobył 4 bramki.